# Cyathocalyx martabanicus
Cyathocalyx martabanicus Hook.f. & Thomson – gatunek rośliny z rodziny flaszowcowatych (Annonaceae Juss.). Występuje naturalnie w Indiach (w stanach Assam, Nagaland i Meghalaya), Mjanmie, Tajlandii, Laosie oraz Indonezji. 

## Morfologia
PokrójZimozielone drzewo dorastające do 10–12 m wysokości. Młode pędy są owłosione.
LiścieMają eliptyczny kształt. Mierzą 20–29 cm długości oraz 7–11 cm szerokości. Nasada liścia jest klinowa. Blaszka liściowa jest o spiczastym wierzchołku. Ogonek liściowy jest nagi i dorasta do 10–14 mm długości.
KwiatySą pojedyncze lub zebrane w parach. Rozwijają się w kątach pędów. Działki kielicha dorastają do 7 mm długości, są owłosione i lekko zrośnięte. Płatki mają podłużny kształt i żółtą barwę, osiągają do 15–30 mm długości, są owłosione. Kwiaty mają słupki o podłużnym kształcie i długości 3–4 mm.
OwocePojedyncze lub zebrane po 2 tworząc owoc zbiorowy. Mają kształt od elipsoidalnego do podłużnego. Osiągają 10 cm długości i 5–6 cm szerokości.

## Biologia i ekologia
Kwitnie od kwietnia do maja, natomiast owoce pojawiają się od października do listopada.